# Aljaž Sedej
Aljaž Sedej, slovenski judoist, * 30. maj 1988, Ljubljana.
Aljaž Sedej je za Slovenijo v kategoriji do 81 kg nastopil na Poletnih olimpijskih igrah 2008 v Pekingu in na Poletnih olimpijskih igrah 2012 v Londonu. 
Prvi večji mednarodni uspeh je dosegel na mladinskem evropskem prvenstvu leta 2006, ko je prvič v karieri stopil na stopničke. Osvojil je bronasto kolajno. 
Leta 2007 je kot mladinec zmagal na članskem svetovnem pokalu in kasneje kot prvi evropski judoist osvojil naslov evropskega mladinskega prvaka in slaba dva meseca kasneje še naslov evropskega prvaka v kategoriji mlajših članov (do 23 let). V kategoriji mlajših članov je osvojil še eno bronasto medaljo na evropskem prvenstvu 2009 v Antaliji. 
Eden njegovih največjih dosežkov je osvojitev prve moške evropske kolajne za samostojno Slovenijo. Leta 2009 je na evropskem prvenstvu v Gruziji (Tbilisi) osvojil 3. mesto. Natanko 30 let je minilo od zadnjega tovrstnega podviga Stanka Topolčnika. 
Istega leta je na Sredozemskih igrah v Pescari v kategoriji zlato medaljo. Na svetovnem prvenstvu v Rotterdamu osvojil 9. mesto.
Leta 2013 je na Sredozemskih igrah v Mersinu osvojil srebrno medaljo.
Njegov izkupiček medalj iz svetovnih pokalov je (2 zlati, 5 srebrnih in 2 bronasti).
Štirikrat je osvojil naslov državnega članskega prvaka.

Njegovo športno pot so zasenčile predvsem športne poškodbe. Leta 2010 se je prvič huje poškodoval v četrtfinalu evropskega prvenstva na Dunaju. Kompliciran zlom desnega komolca, zaradi katerega je moral kar dvakrat opraviti operativni poseg. Najhujša poškodba, pa ga je doletela le 14 dni pred odhodom na Olimpijske igre v Londonu, ko si je poškodoval desno koleno. Magnetna resonanca je pokazala popolno rupturo sprednje križne vezi. Operativni poseg je opravil po osvojitvi medalje na sredozemskih igrah 2013. Kasneje je v obdobju priprav na kvalifikacije za Olimpijske igre v Riu 2016 poškodoval še levo koleno z enako diagnozo in operativnim posegom. Športno pot je neuradno zaključil 2016, ko si je na državnem prvenstvu ponovno poškodoval desno koleno.